# Entedon perturbatus
Entedon perturbatus is een vliesvleugelig insect uit de familie Eulophidae. De wetenschappelijke naam is voor het eerst geldig gepubliceerd in 1862 door Walker.